# Agrochola alternata
Agrochola alternata là một loài bướm đêm trong họ Noctuidae.